# 島津久敏
島津 久敏（しまづ ひさとし）は、江戸時代前期の薩摩藩士。大隅郡垂水領主。垂水島津家5代当主。

## 経歴
慶長7年（1602年）6月3日、垂水島津久信の長男として生まれる。幼名は菊袈裟丸。母は島津家久の三女で島津豊久の姉妹にあたる。父久信は、義久の外孫として島津宗家の後継候補の一人で、義久の婿養子の忠恒（家久）と家督を争った。
慶長14年（1609年）、幕府の証人として江戸に下る。元和2年（1616年）、父久信が、久敏の廃嫡を画策して自身の重臣を手討ちにしたことで、忠恒に不行跡を理由に隠居を命じられ、代わって家督を相続した。家中では「脇の惣領」と呼ばれる、宗家に次ぐ家格であった。
寛永元年（1624年）10月13日、江戸で死去した。享年23。
久敏には弟の久章が居たが、垂水家を継ぐことは許されず、寛永6年（1629年）に忠恒の三男忠直（久直）が久敏の継嗣と決められ、垂水の仮屋に入る。寛永10年（1633年）に忠直は北郷家を相続することになり、寛永11年（1634年）5月、同母弟の忠紀が代わって垂水家の継嗣と決められた。
寛永14年（1637年）に久信が死去し（毒殺説がある）、忠紀が家督を相続した。